# Josettekia mendizabali
Josettekia mendizabali es una especie de escarabajo del género Josettekia, familia Leiodidae. Fue descrita por Bolívar y Pieltain en 1921.

## Distribución
Se encuentra en España.